# Polad Hashimov
Polad Israyil oglu Hashimov (en azerí: Polad İsrayıl oğlu Həşimov; Qəbələ, 2 de enero de 1975 - Tovuz, 14 de julio de 2020) fue mayor general de las Fuerzas Armadas de Azerbaiyán. Estuvo al mando de las fuerzas azerbaiyanas durante los enfrentamientos fronterizos con Armenia en julio de 2020 y fue asesinado mientras luchaba en la línea del frente en el distrito de Tovuz de Azerbaiyán.

## Biografía
Polad Hashimov nació el 2 de enero de 1975 en Sumqayit. Tras la graduación de la escuela secundaria en 18 años  enroló como voluntario en el frente de la guerra de Karabaj. Después él graduó de la escuela superior de comando general de Bakú de las fuerzas armadas de Azerbaiyán y de la academia militar en Turquía.

### Servicio militar
En 2003 por el orden del Presidente de Azerbaiyán Heydar Aliyev, Polad Hashimov por sus méritos en sus funciones y tareas asignadas y por contribuciones en la protección de las fronteras del territorio, la integridad territorial y de la soberanía del estado fue premiado con la medalla  Medalla al Mérito Militar (Azerbaiyán).  En 2009 Polad Hashimov fue premiado con la medalla "por Patria". En 2014 por el orden del Presidente de Azerbaiyán Ilham Aliyev fue premiado con la medalla "por su servicio a la Patria".
Polad Hashimov durante la guerra de 4 días en 2016 resultó herido y el 19 de abril de 2016 otra vez fue premiado con la medalla "por su servicio a la Patria".
El 24 de junio de 2019 Polad Hashimov fue ascendido a Mayor-General.
Murió el 14 de julio durante el conflicto fronterizo entre Armenia y Azerbaiyán en 2020. Fue enterrado en el Segundo Callejón Honorífico.

### Memoria

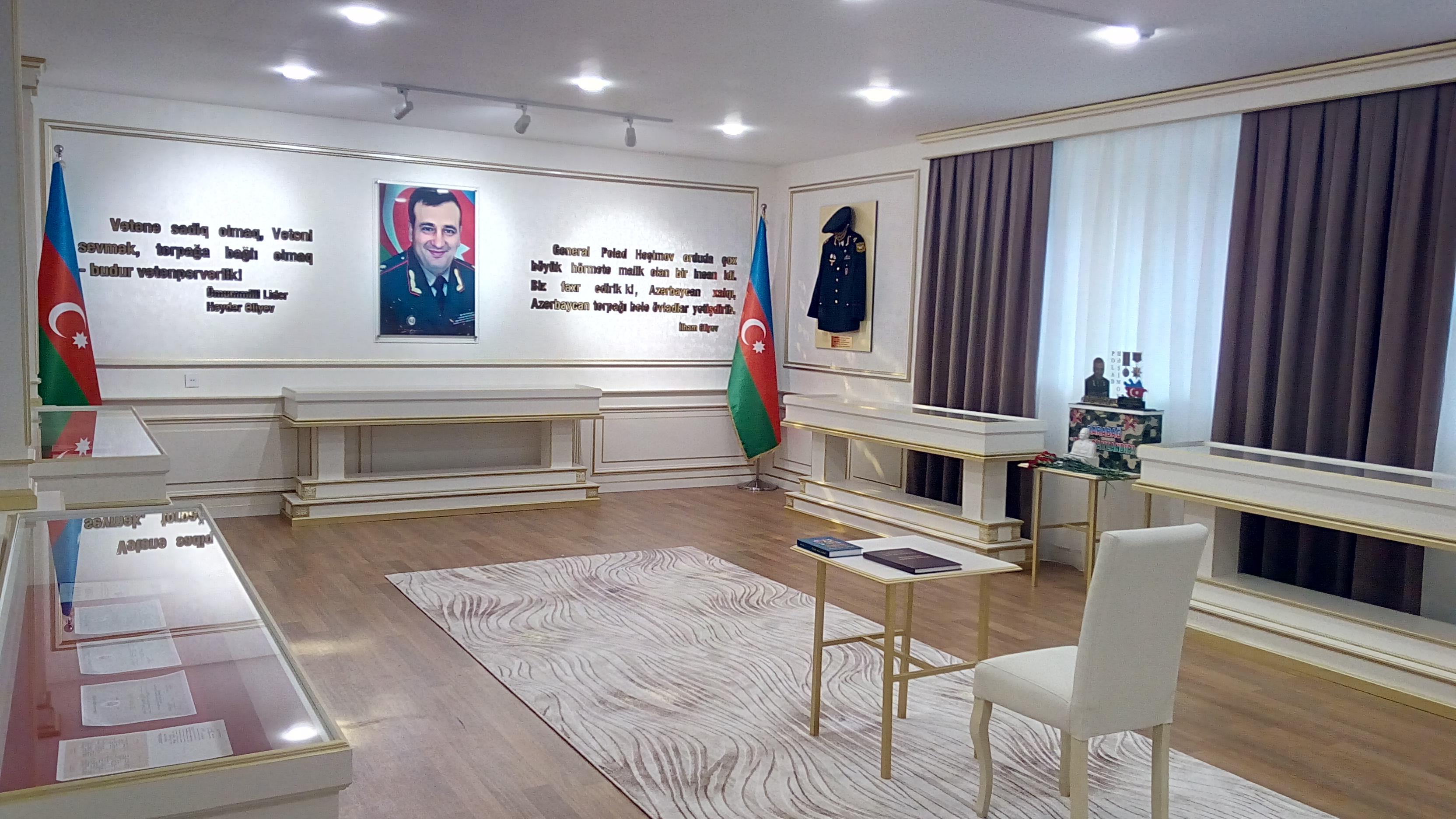
Museo Memorial Polad Hashimov en Sumgayit

El presidente de la República de Azerbaiyán, Ilham Aliyev ordenó que nombrara una de las calles de Gabala después del nombre del mayor general Polad Hashimov.